# デリック・ワン
デリック・ワン（温兆倫、1964年11月18日 - ）は、中国香港出身の俳優、歌手である。祖先の出身地は広東省中山市。現在独身。香港テレビ局TVB所属。ニックネームは温Sir（温和で紳士的な性格から）。

## 来歴
17歳の時にDJの仕事をはじめ、その後、1986年頃から「城市故事」などTVBのTVドラマに出演し、アルバムを出すなど歌手活動も始める。代表作・「我本善良」の浩男は当たり役と言われている。その後、活動拠点を台湾に移し、現在は中国大陸および香港で活動中。

## 出演作品等

### 映画
- 1992年 「チャウ・シンチーのロイヤル・トランプ（原題・鹿鼎記） 」「チャウ・シンチーのロイヤル・トランプ2（原題・鹿鼎記2神龍教） 」
- 1993年 「新孖寶妙探」「笑侠楚留香」「笑八仙」
- 1994年 「馬神」「信有明天」
- 1997年 「珠江恩仇記」
- 1999年 「私の願い（原題・心願）」「人皮屍畫」
- 2003年 「クローサー（原題・夕陽天使）」
- 2004年 「新婚告急」
- 制作年不明 「葵花聖女」「惡男再現」「天地情縁」「野蠻遊戲」「枕邊殺機」

### TVドラマ
- 1986年 「城市故事」
- 1989年 「義不容情(Looking Back in Anger-英名)」
- 1990年 「我本善良」
- 1991年 「老友鬼鬼」「今生無悔」
- 1992年 「武林幸運星」「羣星會」
- 1993年 「武尊少林」「魔刀侠情」
- 1997年 「康熙情鎖金殿」
- 1998年 「霹靂菩薩」
- 1999年 「天地傳説之甜蜜蜜」「天下有情之阿福傳」
- 2002年 「流金歳月(Golden Faith-英名)」
- 2003年 「霹靂菩薩之殺手有情」「イルカ湾の恋人（原題・海豚灣戀人）」
- 2004年 「ふたりのお嬢様!!（原題・千金百分百）」
- 2005年 「李衛辭官」
- 2006年 「大旗英雄伝」

### CD
- 1995年 「我本善良」
- 1996年 「感覚」
- 1997年 「情結」
- 2004年 「温兆倫國語大碟全紀録 Vol.1」「温兆倫國語大碟全紀録 Vol.2」
- 2005年 「沒有你之後」
- Unknown 「投入生命」「今生無侮」「說謊」